# Iglesia de San Miguel (Córdoba)
La iglesia de San Miguel es una de las llamadas iglesias fernandinas situadas en Córdoba (España). Actualmente, está considerada como BIC (Bien de Interés Cultural) (fue declarada Monumento histórico-artístico perteneciente al Tesoro Artístico Nacional mediante decreto de 3 de junio de 1931).

## Descripción
En la arquitectura de esta iglesia fernandina se aprecia la transición del románico al estilo gótico ojival, habiendo sido muy modificado en su interior en el año 1749. De planta casi cuadrada tiene columnas adosadas al muro, hasta la altura de las trompas, que las convierten en octogonal. El interior es de tres naves, el central con artesonado sin crucero y con cabecera de ábsides poligonales.

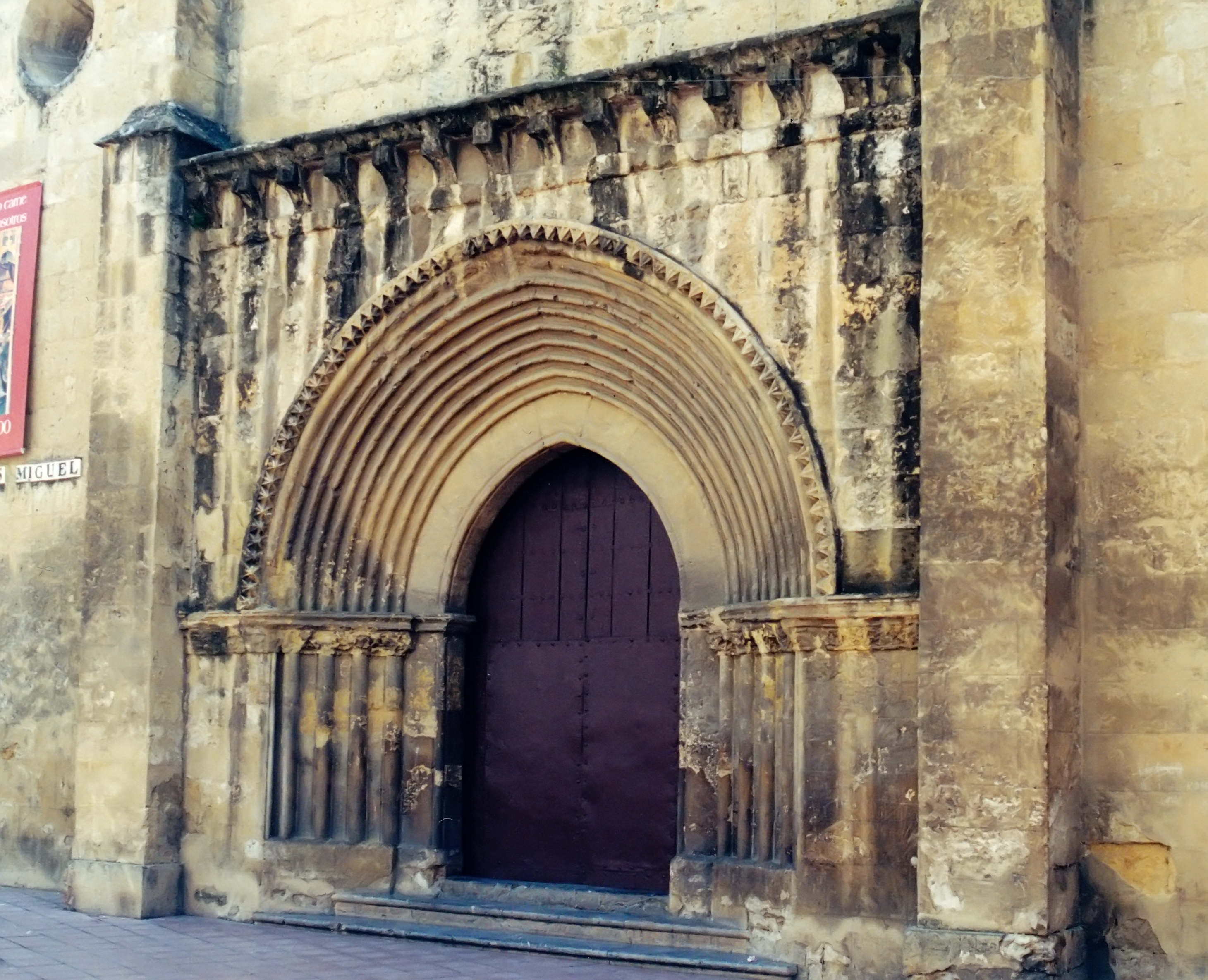
Entrada principal del edificio.

El retablo mayor, de mármol, se construyó en el siglo XVIII. La puerta lateral, del lado de la Epístola tiene arco de herradura, posiblemente de la época califal.

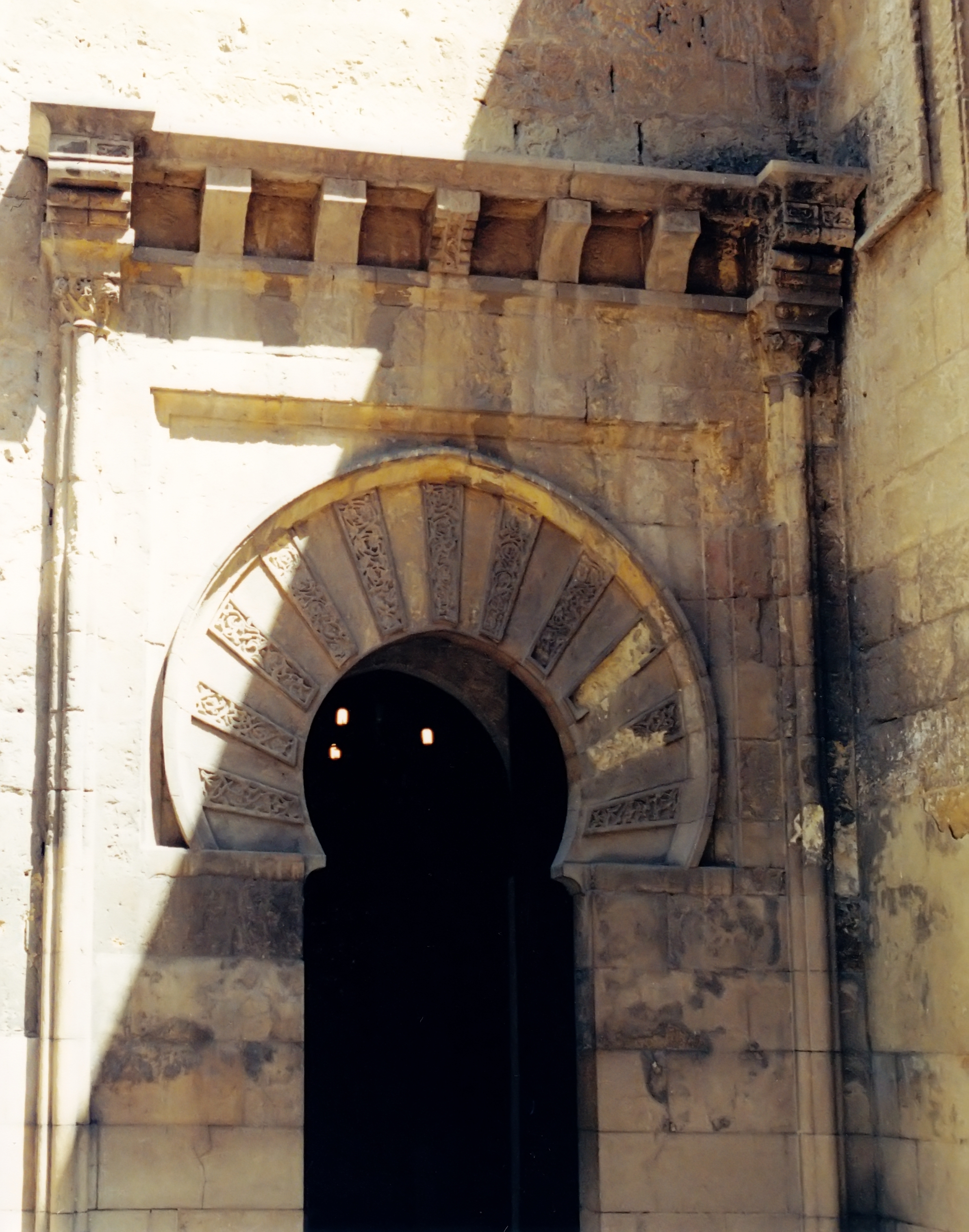
Arco de herradura en el lateral del edificio.